# Берт Контерман
Берт Контерман (нід. Bert Konterman, нар. 14 січня 1971) — нідерландський футболіст, що грав на позиції захисника. По завершенні ігрової кар'єри — тренер.
Виступав, зокрема, за клуб «Рейнджерс», а також національну збірну Нідерландів.

## Клубна кар'єра
У дорослому футболі дебютував 1989 року виступами за команду «Зволле», в якій провів чотири сезони, взявши участь у 121 матчі чемпіонату. 
Згодом з 1993 по 2000 рік грав у складі команд «Камбюр», «Віллем II» та «Феєнорд».
Своєю грою за останню команду привернув увагу представників тренерського штабу клубу «Рейнджерс», до складу якого приєднався 2000 року. Відіграв за команду з Глазго наступні три сезони своєї ігрової кар'єри. Більшість часу, проведеного у складі «Рейнджерс», був основним гравцем захисту команди.
Завершив ігрову кар'єру у команді «Вітесс», за яку виступав протягом 2003—2004 років.

## Виступи за збірну
У 1999 році дебютував в офіційних матчах у складі національної збірної Нідерландів.
У складі збірної був учасником чемпіонату Європи 2000 року в Бельгії та Нідерландах.
Загалом протягом кар'єри в національній команді, яка тривала 2 роки, провів у її формі 12 матчів.

## Кар'єра тренера
Розпочав тренерську кар'єру, повернувшись до футболу після невеликої перерви, 2010 року як тренер молодіжної команди клубу «Зволле».
У 2017 році став головним тренером команди Нідерланди U-18, тренував юнацьку збірну Нідерландів один рік.
Згодом з 2018 року очолював тренерський штаб клубу Нідерланди U-20.
В подальшому входив до тренерських штабів клубів Нідерланди U-19, «Йонг Твенте», Нідерланди U-20, «Твенте» та Нідерланди U-17.
Наразі останнім місцем тренерської роботи був клуб «Зволле», головним тренером команди якого Берт Контерман був протягом 2021 року.

## Титули і досягнення
- Чемпіон Нідерландів (1):

«Феєнорд»: 1998-99
- Володар Суперкубка Нідерландів (1):

«Феєнорд»: 1999
- Володар Кубка Шотландії (2):

«Рейнджерс»: 2001-02, 2002-03
- Володар Кубка шотландської ліги (2):

«Рейнджерс»: 2001-02, 2002-03
- Чемпіон Шотландії (1):

«Рейнджерс»: 2002-03